# Чинелий
Чинелий (на румънски: Iulia) е село в окръг Тулча, Северна Добруджа, Румъния.

## История
Запазени са сведения за дейността на училищната организация в Добруджа с протокол от 30 юли 1878, където се посочват имената на местни български първенци, натоварени с уреждането на българските училища в Бабадагското окръжие.
Запазени са сведения и за етнически българи - членове на местата управа от 1917 г., които от името на чинелийци телеграфират до министър-председателя на Царство България и пълномощните министри на Германия, Австро-Унгария и Турция с искане за освобождаване на всички добруджанци, откарана от румънските власти по време на Първата световна война. През 1918 г. в селото се самоорганизра Комитет по прехраната.
До 1940 година Чинели е с преобладаващо българско население, което се изселва в България по силата на подписаната през септември същата година Крайовската спогодба.